# George Simion
George-Nicolae Simion (født 21. september 1986) er en rumænsk politiker og borgeraktivist. Han er grundlægger og formand for det ultranationalistiske og højreradikale parti Alliancen for Rumænernes Enhed (AUR), det næststørste parti i begge kamre i parlamentet siden 2024. Han stillede op til det rumænske præsidentvalg i 2025, hvor han var den kandidat, der fik flest stemmer i første runde, nemlig 41 %. Dermed gik han videre til anden runde af præsidentvalget.
Simion studerede på Gheorghe Lazăr National College, University of Bukarest og Alexandru Ioan Cuza University, hvor han dimitterede fra sidstnævnte med en mastergrad i historie. Efter sine studier begyndte han at føre kampagne for foreningen af Moldova og Rumænien og har siden oprettet og organiseret foreninger og begivenheder til dette formål, såsom Action 2012 og Centenary March. Fordi han tidligere er gået til valgkamp på at få indlemmet dele af Moldova i Rumænien, hr han ved flere lejligheder fået forbud mod at rejse ind i Moldova og er i øjeblikket udelukket fra at komme ind i landet som en persona non grata.
I 2019 stillede Simion op som uafhængig kandidat ved valget til Europa-Parlamentet i Rumænien, hvor han opnåede 117.141 stemmer. Herefter stiftede han i december 2019 AUR-partiet med ham selv som formand. AUR fik national og international opmærksomhed efter sin stemmeandel på 9 % ved parlamentsvalget i 2020, efterfulgt af 18 % i 2024.

## Tidligt liv og uddannelse
George-Nicolae Simion blev født den 21. september 1986 i Focșani, hovedstaden i Vrancea-distriktet, i den Socialistiske Republik Rumænien af forældre, der begge var økonomer; hans far arbejdede for den rumænske udviklingsbank. I 1995, i en alder af ni, deltog Simion i åbningen af Rumæniens første McDonald's-restaurant, en begivenhed, som han senere reflekterede over som dannende for sine opfattelser af vestlig kapitalismes indflydelse på det post-kommunistiske rumænske samfund.
Han afsluttede sin sekundære uddannelse på Gheorghe Lazăr National College i Bukarest, dimitterede i 2005. Simion indskrev sig derefter på Bukarests universitets fakultet for virksomhed og administration og opnåede sin bachelorgrad i 2008. Bagefter fortsatte han med at studere på Alexandru Ioan Cuza University i Iași i Moldavien, hvor han tog en mastergrad i historie i 2010.

## Politik
I 2019 oprettede Simion det yderliggående parti AUR, der først blev kendt som et antivaccineparti under coronaviruspandemien, og siden blandt andet har markeret sig med modstand mod undervisning om jødeudryddelsen under Anden Verdenskrig og mod homoseksuelle ægteskaber. Simeon har præsenteret sig som en nær ideologisk allieret af den amerikanske præsident Donald Trump, hvis MAGA-bevægelse har omfavnet og åbent støtter Simion. Han er modstander af Rumæniens støtte til Ukraine i landets krig imod Rusland.
Ved første runde af det rumænske præsidentvalg 4. maj 2025 var Simion med 41 % af stemmerne den kandidat, der fik flest stemmer i første runde. Han skulle derpå ud i anden valgrunde 18. maj med nr. 2 i første runde, Bukarests borgmester Nicușor Dan.